# Moqua Well
Moqua Well (Studnia Moqua) – małe podziemne jezioro o powierzchni 0,2 ha (0,002 km2), zlokalizowane w nauruańskim dystrykcie Yaren. To niezbyt znane jezioro jest jedną z kilku atrakcji turystycznych wyspy. W jego pobliżu znajduje się sieć jaskiń Moqua Caves. Średnia głębokość Moqua Well wynosi 2,5 m, a największa to około 5 m.